# Maximizer ~Decade of Evolution~
Maximizer ~Decade of Evolution~ é o segundo álbum de estúdio do JAM Project com músicas originalmente compostas para o próprio, e não para animes, tokusatsu ou jogos eletrônicos, como é de praxe em suas "Best Collections". Foi lançado em 9 de junho de 2010 pela Lantis e possui 12 faixas.

## Produção
O álbum fez parte das comemorações de 10 anos de existência do grupo, que também lançou um DVD da turnê JAM Project Live 2010 Maximizer ~Decade of Evolution~.
Um videoclipe para a música "Maximizer" foi produzido.

## Recepção
O álbum chegou à 21ª posição na Billboard Japan, e ficou quatro semanas no Oricon Albums Chart, chegando à 18ª posição.
O CD Journal elogiou o álbum, dizendo que o grupo "desenvolveu um som dramático baseado em hard rock neoprogressivo", e que as músicas são "uma pura peça de rock cheias de poder profundo".

## Faixas
| N.º            | Título                            | Letras                                            | Música           | Arranjo                         | Duração |  |
| 1.             | "Maximizer"                       | Hironobu Kageyama                                 | H. Kageyama      | IKUO e Shiho Terada             | 5:44    |  |
| 2.             | "Elements"                        | Masami Okui                                       | H. Kageyama      | Hijiri Anze                     | 4:19    |  |
| 3.             | "Samurai Souls"                   | H. Kageyama                                       | H. Kageyama      | IKUO                            | 4:55    |  |
| 4.             | "Rebirth of Dream"                | M. Okui                                           | Hiroshi Kitadani | Masaki Suzuki                   | 4:56    |  |
| 5.             | "Hi no Tori"                      | H. Kageyama, H. Kitadani, M. Okui e Masaaki Endoh | Yoshiki Fukuyama | H. Anze                         | 8:16    |  |
| 6.             | "Real Black Hole ~Break Through~" | M. Okui                                           | M. Okui          | Daisuke Kikuta                  | 4:47    |  |
| 7.             | "Shining Blaze"                   | H. Kageyama                                       | H. Kageyama      | IKUO                            | 4:49    |  |
| 8.             | "Nightmare"                       | H. Kitadani                                       | H. Kitadani      | Hirofumi Miyake                 | 5:31    |  |
| 9.             | "I Love You"                      | Y. Fukuyama                                       | Y. Fukuyama      | Y. Fukuyama                     | 3:44    |  |
| 10.            | "Destiny ~from USA~"              | M. Okui                                           | H. Kitadani      | Tom Keane                       | 4:15    |  |
| 11.            | "Always Be with You"              | H. Kageyama                                       | H. Kageyama      | S. Terada e Yoshichika Kuriyama | 4:45    |  |
| 12.            | "KI・ZU・NA～10th Anniv.ver.～"   | H. Kageyama e Rica Matsumoto                      | H. Kageyama      | T. Keane                        | 6:09    |  |
| Duração total: | Duração total:                    | Duração total:                                    | Duração total:   | Duração total:                  | 62:10   |  |

## Integrantes
- Hironobu Kageyama
- Masaaki Endoh
- Hiroshi Kitadani
- Yoshiki Fukuyama
- Masami Okui
- Ricardo Cruz